# Bruce Small
Sir Andrew Bruce Small (* 11. Dezember 1895 in Ryde; † 1. Mai 1980 in Benowa) war ein australischer Geschäftsmann und Politiker.
In Melbourne machte Small die Fahrräder von Malvern Star zu einer allgemein bekannten Marke in Australien, dann zog er an die Gold Coast, Queensland. Dort wurde er als Bauunternehmer tätig und machte als Bürgermeister die Gold Coast in Australien und darüber hinaus als Ferienort bekannt. Er propagierte unter anderem die bikinigekleideten „Meter Maids“, die in Surfers Paradise keine Strafzettel verteilen, sondern für die Touristen die Parkuhren füttern.

## Kindheit und Jugend
Bruce Small war das zweite von sechs Kindern. Seine Eltern William Andrew und Annie Small gehörten zur Heilsarmee, und der Sohn spielte schon im Alter von sechs Jahren das Tenorhorn in einer Kapelle der Heilsarmee. 22 Jahre lang war er Solo-Euphoniumspieler der Territorial Staff Band of Victoria. Die Familie zog ständig von einem Ort zum anderen, und Small erinnerte sich später, dass er bis zum Alter von 13 Jahren 14 verschiedene Schulen besucht hatte. Nach der Schule arbeitete er nacheinander bei einem Drucker, lieferte Milch aus und wurde Handelsvertreter. 1919 heiratete er seine erste Frau, mit der er einen Sohn hatte. Die Ehe wurde geschieden, und 1939 heiratete er ein zweites Mal.

## Inhaber von „Malvern Star“
1920 kaufte Bruce Small für 200 Dollar, die er zusammenspart hatte, das Fahrradgeschäft Malvern Star in Melbourne und baute anfangs zwölf Räder pro Woche. 1926 gründete er die Bruce Small Pty Ltd, die 1936 in Allied Bruce Small Ltd umfirmiert wurde. Zwei seiner Brüder, Frank und Ralph, arbeiteten ebenfalls in dem Geschäft.
Den Durchbruch erlangte Malvern Star durch die Zusammenarbeit mit seinem Werbeträger Hubert Opperman, einem ehemaligen radelnden Zeitungsboten, der in den 1920er Jahren in Europa erfolgreich Rennen fuhr und ein australisches Radsport-Idol wurde. Während des Zweiten Weltkriegs ging Malvern Star dazu über, die notwendigen Komponenten für Fahrräder selbst zu produzieren, da der Nachschub aus Europa ausblieb. Die Nachfrage nach Rädern stieg, da das Benzin rationiert war. Zudem arbeitete das Unternehmen für das Militär und erstellte z. B. Radiomasten oder Metallrahmen für Militärzelte. Schließlich verfügte Malvern Star über sechs Fabrikationsstätten, ein eigenes Warenhaus, eine eigene Ladenkette mit 45 Filialen sowie rund 1000 Händler, die Räder von Malvern verkauften.
1958 zog sich Small aus dem Unternehmen zurück.
Small galt als „nicht-fluchender, nicht-trinkender, gottesfürchtiger Christ“, und als solcher engagierte er sich lebenslang für sozial schwache Menschen. 25 Jahre lang war er Direktor des Blindenverbandes von Victoria. Er setzte sich für den Bau von Altenheimen in Brighton, Bendigo und Ballarat ein. Viele Jahre lang saß er im Vorstand des CVJM von Melbourne.

## Laufbahn als Politiker

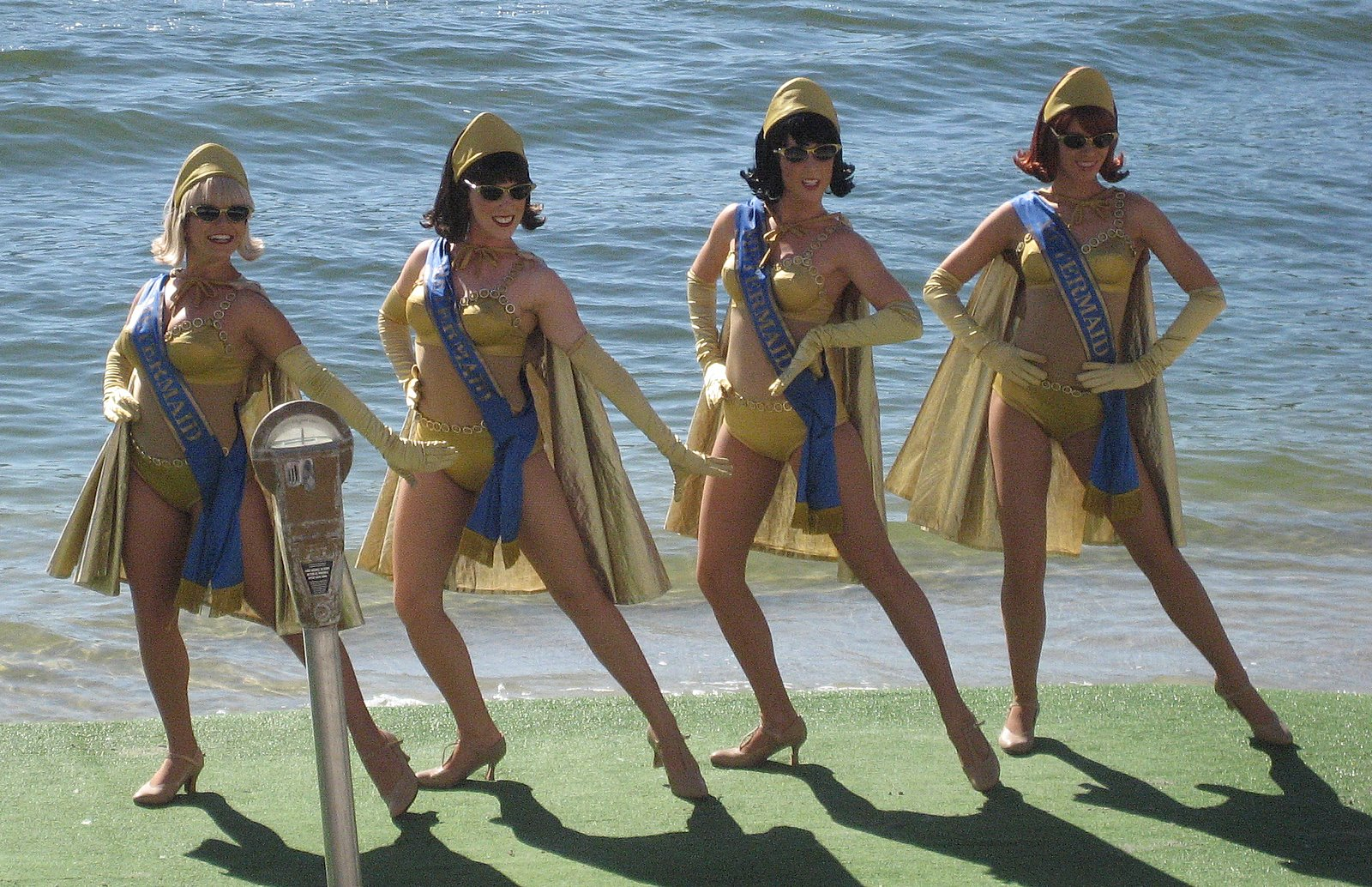
Meter Maids bei einer Show im Retrolook

Nach 1945 kaufte Bruce Small Land in Gowanbrae sowie in Strathmore Heights in Melbourne und betätigte sich als Bauunternehmer. 1956 kaufte er 40 Hektar Mangrovensümpfe am Nerang River nahe Gold Coast und ließ die Grundstücke mit Hilfe von Kanälen trockenlegen, um sie bebauen lassen zu können.
1967 kandidierte Small mit dem Slogan „Think Big, Vote Small“ für das Amt des Bürgermeisters von Gold Coast und wurde gewählt. Im Sommer desselben Jahres wurde die Region von zahlreichen Zyklonen heimgesucht, und er managte die Folgen mit der Hilfe von 5000 freiwilligen Zivilisten und rund 180 Soldaten, die die erodierende Küste mit Sandsäcken befestigten. Anschließend setzte er sich für eine permanente Befestigung der Küste durch einen Wall aus Felsen ein, weshalb er den Spitznamen Boulder Bruce (Felsen-Bruce) erhielt.

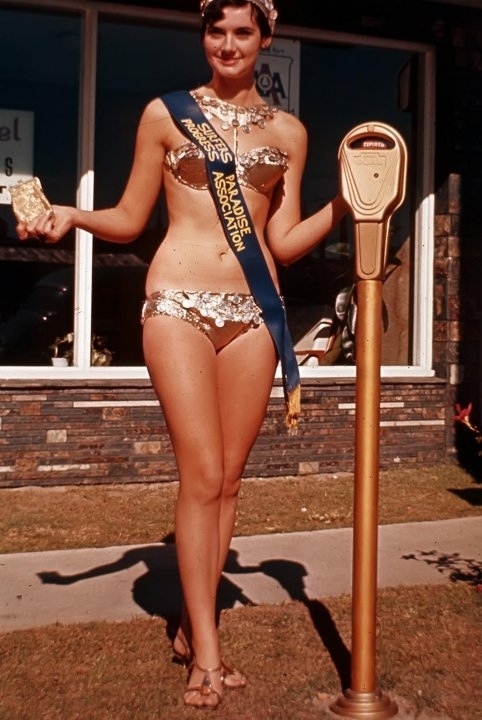
Meter Maid 1970

In den folgenden Jahren machte Small Werbung für Gold Coast als touristisches Ziel. Er gehörte zu den Unterstützern der Idee, im Ortsteil Surfers Paradise mit Bikinis aus Goldlamé bekleidete Mädchen als Meter Maids die Parkuhren für die Touristen füttern zu lassen. Die Meter Maids waren ursprünglich als Protest gegen die Parkraumbewirtschaftung entstanden, wurden aber zum Imageträger der Region. In Begleitung der Meter Maids und der seines Pudels Mimi machte er Promotionstouren durch verschiedene Länder. Vor Ort nahm er an Tanz-Marathons teil und begleitete auf einem Hochrad eine Parade durch Surfers Paradise. Durch all diese Aktionen wurde die Gold Coast zu einer international bekannten Touristenhochburg.
Bruce Small bekleidete das Amt des Bürgermeisters von Gold Coast bis 1973 und nochmals von 1976 bis 1978. Von 1972 bis 1977 war er als Abgeordneter für Surfers Paradise Mitglied des Parlaments von Queensland. 1974 wurde er zum Knight Bachelor („Sir“) geschlagen. In seiner zweiten Amtszeit bekam er Probleme, weil er zunehmend selbstherrlich agierte und auch die Grenze zwischen Amt und privat nicht immer wahrte, so dass der Rat der Stadt schließlich wegen daraus resultierender Streitigkeiten von der Regierung aufgelöst und Small als Bürgermeister abgesetzt wurde.
Kurz darauf erkrankte Small an Krebs. Letztmals trat er 1980 bei einem Dinner zu seinen Ehren öffentlich auf und bat um die Ehrenbürgerschaft der von Surfers Paradise, die ihm aber verweigert wurde. Drei Tage vor seinem Tod wurde er zum Ehrenbürger von Hervey Bay ernannt, einem Ort rund 400 Kilometer von Surfers Paradise entfernt. Er wurde nach Ritualen der Heilsarmee beerdigt.
In Benowa sind der Sir Bruce Small Park und der Sir Bruce Small Boulevard nach ihm benannt. Seit 1986 steht in Surfers Paradise auch eine Statue von ihm.